# Ichneumon sexmaculatus
Ichneumon sexmaculatus är en stekelart som beskrevs av Matsumura 1912. Ichneumon sexmaculatus ingår i släktet Ichneumon och familjen brokparasitsteklar. Inga underarter finns listade i Catalogue of Life.